# Börjelsbyn
Börjelsbyn is een dorp binnen de Zweedse gemeente Kalix. Het ligt aan de Kalixälven; ongeveer 1 kilometer stroomopwaarts van Åkroken. De oorsprong van het dorp is nog niet vastgesteld maar in 1539 waren er 8 boerderijen. Men vermoedt dat de naam teruggaat op een familienaam Berill. Het dorp heeft achtereenvolgens Byrilsbyn (1539), Byrillsbyn en Börilsbynn (1543) en Byrgelsbyn (1561) geheten. Het ligt aan de Zweedse weg 390, een nummering, die nu niet meer gebruikt wordt, van een weg tussen Morjärv en Kalix.
Bestuurscentrum: Kalix (tätort)
Tätort: Båtskärsnäs · Bredviken · Gammelgården · Karlsborg · Morjärv · Nyborg · Påläng · Risögrund · Rolfs · Sangis · Töre
Småort: Åkroken · Björkfors · Börjelsbyn · Granholmen · Innanbäcken · Innanlandet · Kälsjärv · Lappbäcken · Målson · Månsbyn · Ryssbält · Siknäs · Storön · Stråkanäs · Sören · Vallen · Vånafjärden
Overig: Björkvattnet · Bjumisträsk · Bondersbyn · Brattlandet · Empoberget · Forsbyn · Granån · Grubbnäsudden · Grytnäs · Hällfors · Holmträsk · Hömyrfors · Kamlunge · Klinten · Korpikå · Långfors · Lantjärv · Marieberg · Moån · Östanfjärden · Östra Flakaträsk · Östra Granträsk · Övermorjärv · Räktjärv · Rian · Småkvarn · Sockenträsk · Stora Lappträsk · Storsien · Tjäruträsk · Törböle · Törefors · Västannäs · Västra Flakaträsk · Vitvattnet ·